# Симфонический блэк-метал
Симфонический блэк-метал (англ. symphonic black metal) — поджанр блэк-метала, возникший в 1990-х годах и включающий в себя симфонические и оркестровые элементы.

## Характеристики
Симфонический блэк-метал — стиль блэк-метала, включающий в себя симфонические и оркестровые элементы. Это может включать использование клавишных для создания «псевдооркестровых» звуковых ландшафтов с предустановками по умолчанию (например, струнные, хоры, фортепиано, органы и пэды) или полных оркестровых аранжировок. Группы могут использовать сольные инструменты, такие как скрипки, в дополнение к клавишным и/или оркестровым аранжировкам. Вокал может быть «чистым» или оперным по стилю, а структуры песен более определённые или вдохновлены симфониями и следуют типичному подходу, основанному на риффах. Сохранены многие характеристики традиционного блэк-метала, такие как шрайк, быстрый темп, высокие частоты и тремоло. Общее звучание и темы можно считать более обширными, чем у традиционного блэк-метала, многие группы симфо-блэк-метала используют такие темы, как вампиризм (Theatres des Vampires, Cradle of Filth), оккультизм и паранормальные явления (Carach Angren). Политические темы они скорее игнорируют, как и в других поджанрах блэк-метала. Встречаются и альтернативные темы, например, любовные (Dorn) или исторические (Darkwoods My Betrothed).

## История
Первыми экстрим-метал-группами, включившими в свою музыку классические, оркестровые и оперные элементы, были Mekong Delta, Bulldozer с альбомом Neurodeliri (1988), Believer с альбомами Sanity Obscure (1990) и Dimensions (1993), Master's Hammer с альбомами Ritual (1991) и Jilemnický okultista (1993) и Sigh с дебютным альбомом Scorn Defeat (1993).
Однако стиль альбома In the Nightside Eclipse (1994) группы Emperor оказал новаторское влияние и стал главным источником вдохновения для многих последующих блэк-метал-групп, играющих на клавишных инструментах. Альбомы Drep de kristne (1995) группы Troll, Aspera Hiems Symfonia (1996) группы Arcturus и Malice (1996) группы Gehenna — другие известные ранние работы симфо-блэка, существовавшие до того, как этот жанр был коммерциализирован благодаря международному успеху групп Dimmu Borgir и Bal-Sagoth.
После этого появилось множество групп, начинавших в других жанрах или направлениях блэк-метала, но переключившихся впоследствии на симфо-блэк. Например, Old Man's Child перешли с мелодичного блэк-метала на симфо-блэк в четвёртом альбоме Revelation 666 — The Curse of Damnation (2000), Anorexia Nervosa перешли с индастриал-метала на симфо-блэк и прочие.

## Представители
Журнал Metal Hammer опубликовал список из 10 самых важных альбомов симфо-блэка:
- Emperor — In the Nightside Eclipse (1994)
- Bal-Sagoth — Starfire Burning upon the Ice-Veiled Throne of Ultima Thule (1996)
- Cradle of Filth — Dusk… and Her Embrace (1996)
- Limbonic Art — Moon In The Scorpio (1996)
- Obtained Enslavement — Witchcraft (1997)
- Hecate Enthroned — The Slaughter Of Innocence, A Requiem For The Mighty (1997)
- Diabolical Masquerade — Nightwork (1998)
- Graveworm — As The Angels Reach The Beauty (1999)
- Dimmu Borgir — Puritanical Euphoric Misanthropia (2001)
- Carach Angren — Lammendam (2008)

В России
Наиболее известные представители в России: Ордалион, Ashen Light, Rossomahaar, Stigmatic Chorus, WelicoRuss.